# DIY (revista)
DIY é uma publicação periódica impressa e online sobre música do Reino Unido. Sua edição impressa é lançada mensalmente junto com a edição física de 40.000 cópias em estabelecimentos, clubes e shoppings.

## História
A revista DIY foi lançada no ano de 2002 pelos editores Stephen Ackroyd e Emma Swann como uma publicação online chamada de This Is Fake DIY. A influência do nome veio por meio da canção da banda escocesa de indie pop Bis. O site oficial da revista conta com notícias, avaliações e vários outros recursos. Em setembro de 2017, a revista recebeu uma nomeação na categoria de Best Music Magazine na premiação britânica BT Digital Music Awards. O comentário para a nomeação foi "a grande mistura de humor e cultura pop que tem se tornado motivo de inveja na internet."
Em abril de 2011, a revista começou uma publicação mensal de contéudo musical. As capas, até o momento, incluem Paramore, Mumford and Sons, Biffy Clyro, Jamie xx, Years & Years, Wolf Alice, LCD Soundsystem, Fall Out Boy e Bastille. Em 11 de março, iniciou-se a produção de uma revista adicional para conteúdo online, focando em usuários de tablets e iPhones. Em junho de 2014, a revista retirou o slogan e lançou um website. De outubro de 2015, em que o grupo CHVRCHES esteve na capa, Jamie Milton se tornou editor da revista.

## Capas
- Primavera de 2011: Noah and the Whale
- Verão de 2011: Two Door Cinema Club
- Outono de 2011: Bombay Bicycle Club
- Inverno de  2011: The Maccabees
- Abril de 2012: You Me At Six
- Maio de  2012: DZ Deathrays
- Junho de 2012: Hot Chip
- Julho de 2012: Icona Pop
- Agosto de 2012: Alt-J
- Setembro de 2012: LCD Soundsystem
- Outubro de 2012: The Killers
- Novembro de 2012: Grimes, Fucked Up, Japandroids
- Dezembro de 2012 / January 2013: Peace, Palma Violets, AlunaGeorge
- Fevereiro de 2013: Biffy Clyro
- Março de 2013: Bastille
- Abril de 2013: Fall Out Boy
- Maio de 2013: Little Boots
- Junho de 2013: The National
- Julho de 2013: Deap Vally
- Agosto de 2013: Reading & Leeds Festival
- Setembro de 2013: CHVRCHES
- Outubro de 2013: Paramore
- Novembro de 2013: Foals
- Dezembro de 2013/Janeiro de 2014: Class Of 2014 (Chlöe Howl)
- Fevereiro de 2014: Warpaint
- Março de 2014: St. Vincent
- Abril de 2014: Sky Ferreira
- Maio de 2014: The Horrors
- Junho de 2014: Wolf Alice, Peace, Jungle
- Julho de 2014: Royksopp and Robyn
- Agosto de 2014: Gerard Way
- Setembro de 2014: Alt-J
- Outubro de 2014: Charli XCX
- Novembro de 2014: Bastille
- Dezembro de 2014/Janeiro de 2015: Class Of 2015 (Years & Years)
- Fevereiro de 2015: Sleater-Kinney
- Março de 2015: Laura Marling
- Abril de 2015: Marina and the Diamonds
- Festival Guide 2015: Slaves
- Maio de 2015: Mumford and Sons
- Junho de 2015: Jamie xx
- Julho de 2015: Wolf Alice
- Agosto de 2015: The Maccabees
- Setembro de 2015: Foals
- Outubro de 2015: CHVRCHES
- Novembro de 2015: Hinds
- Dezembro de 2015/Janeiro de 2016: Rat Boy
- Fevereiro de 2016: Savages
- Março de 2016: Grimes
- Abril de 2016: Wolf Alice
- Maio de 2016: The Kills
- Junho de 2016: Bastille
- Julho de 2016: MØ
- Agosto de 2016: Wild Beasts
- Setembro de 2016: Two Door Cinema Club
- Outubro de 2016: Honeyblood
- Novembro de 2016: Tame Impala
- Dezembro de 2016/Janeiro de 2017: Class Of 2017 (Loyle Carner)
- Fevereiro de 2017: Run the Jewels
- Março de 2017: Circa Waves
- Abril de 2017: The Big Moon
- Festival Guide 2017: Mac DeMarco
- Maio de 2017: Paramore
- Junho de 2017: Royal Blood
- Julho de 2017: Haim
- Agosto de 2017: Kasabian

## Gravadora
Em 2007, a revista iniciou a gravadora This Is Fake DIY Records. Incluía artistas como Duels, Heads We Dance, Manda Rin, Model Horror, Love Ends Disaster!, Popular Workshop, The Research, The Victorian Englih Gentlemens Club, We Are The Physics e You Animals.